# Long Hills
Le Long Hills (in lingua inglese: Colline Long) sono un gruppo di colline e di affioramenti rocciosi lunghi circa 11 km, situate a metà strada tra il Wisconsin Range e l'Ohio Range, nei Monti Horlick che fanno parte dei Monti Transantartici, in Antartide.
Sono state mappate dall'United States Geological Survey (USGS) sulla base di rilevazioni e foto aeree scattate dalla U.S. Navy nel periodo 1958-60.
La denominazione è stata assegnata dall'Advisory Committee on Antarctic Names (US-ACAN) in onore di William E. Long, geologo che aveva partecipato alla traversata dei Monti Horlick nel 1958-59 e aveva fatto parte della spedizione dell'Ohio State University nei Monti Horlick nel 1960-61 e 1961-62.